# Hamburg-St. Georg

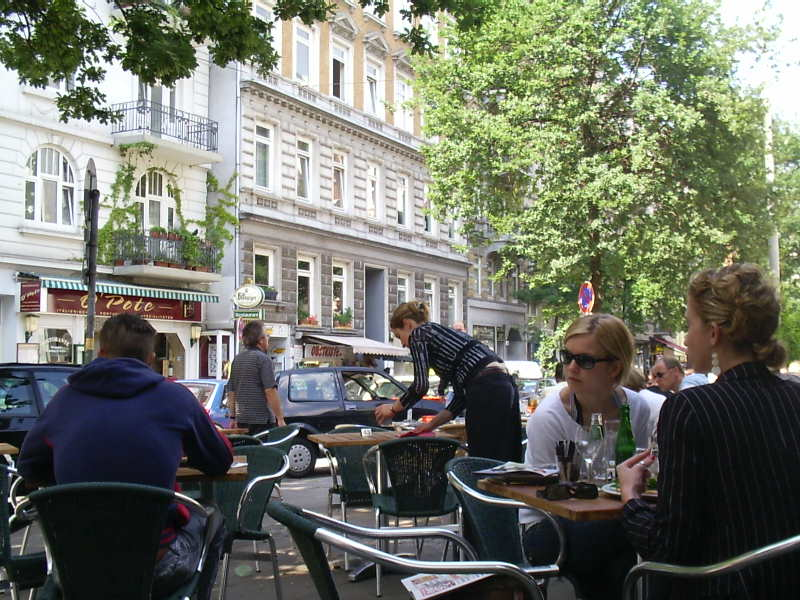
Straatcafé aan de Lange Reihe in St. Georg

St. Georg is een stadsdeel van Hamburg. Het stadsdeel ligt in het district Hamburg-Mitte en wordt in het noordwesten begrensd door de Buiten-Alster. Het gebied wordt gekenmerkt door gemengd gebruik voor administratieve gebouwen en kleinere, meestal oudere woongebouwen. In het westen vormen de sporen van het Centraal Station in het gebied van de oude Hamburgse wallen de grens met Hamburg-Altstadt. De zuid- en zuidoostelijke grenzen worden gevormd door de sporen van de spoorlijn naar Lübeck met slechts enkele doorgangen naar het Münzviertel en Borgfelde. In het noordoosten vormt het terrein van het ziekenhuis St. Georg de grens met Hamburg-Nord en Hohenfelde.

## Geschiedenis

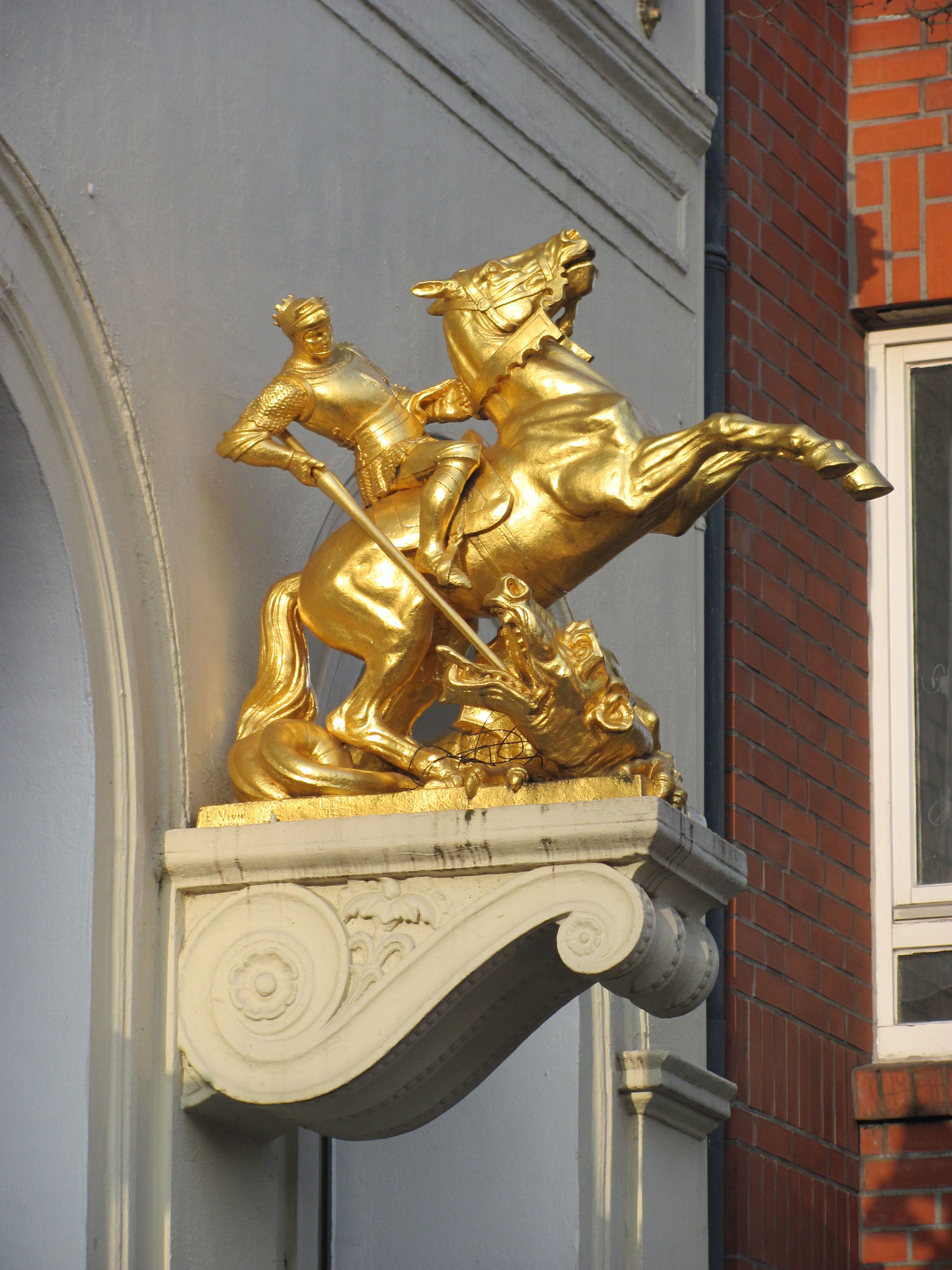
Ridder van St. Georg - Sculptuur aan de Lange Reihe door Ernst Gottfried Vivié

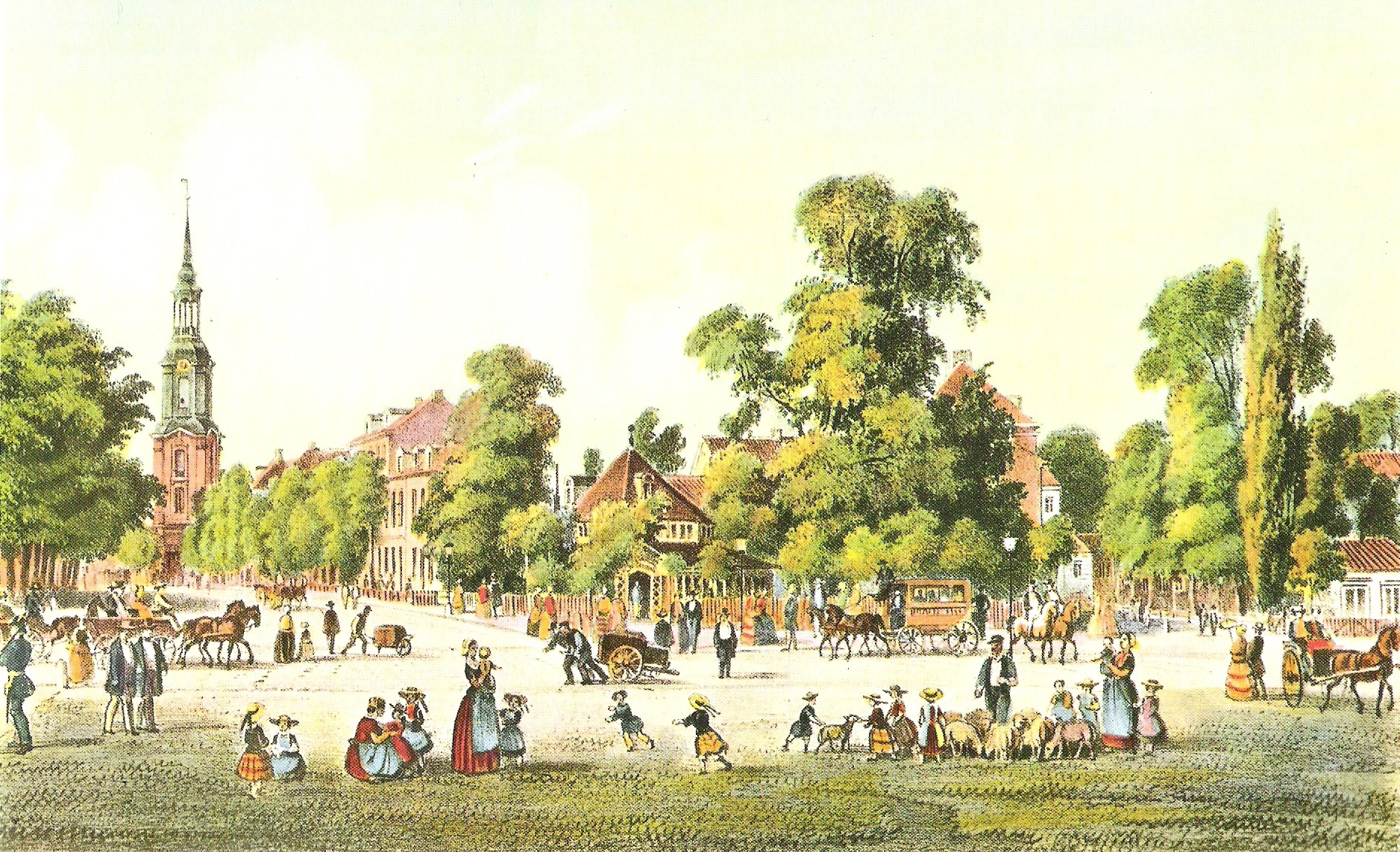
De voorstad St. Georg in 1855

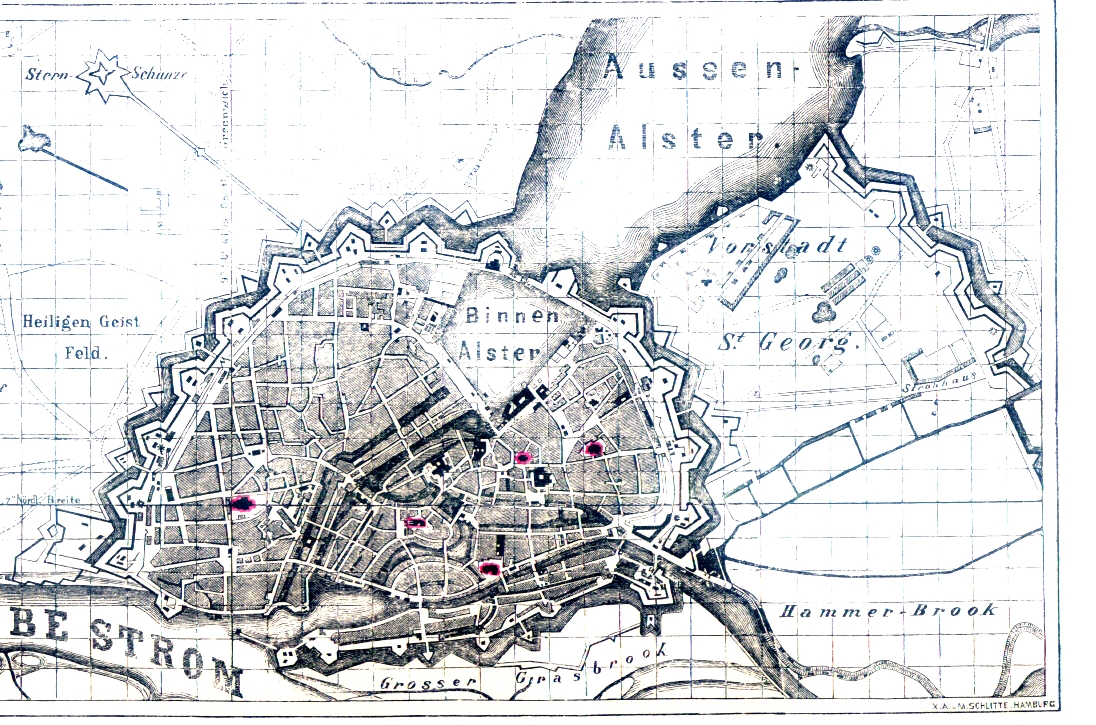
De vesting van de buitenwijk

### 13e tot 16e eeuw: naamgeving en ontwikkeling
Het stadsdeel dankt zijn naam aan het St. Georg Hospitaal, een lepraziekenhuis dat rond 1200 buiten de stadsmuren werd gesticht. Volgens de voorschriften die in 1296 werden uitgevaardigd, mochten pestlijders de stad niet in om de bevolking tegen infectie te beschermen. De strook land tussen de Koppelweg en de Buitenalster behoorde bij het ziekenhuis. De rest van het gebied van het huidige Sankt Georg heette destijds Borgesch en behoorde tot de landheer van Hamm en Horn. Later werden hinderlijke beroepen zoals varkensboeren en brandewijnstokers naar hier overgebracht. In 1564 werd een pestbegraafplaats ingericht, die als armenbegraafplaats bleef bestaan en die de voorloper was van de Steintorbegraafplaatsen. De galg van Hamburg stond hier sinds 1554. Het pesthuis werd in 1606 verplaatst naar de Hamburger Berg in St. Pauli en het St. Georg-hospitaal werd omgebouwd tot een armentehuis, dat pas in 1951 werd opgeheven.

### 17e tot 20e eeuw
Door de bouw van bastions op de plaats waar later het ziekenhuis Sankt Georg verrees, werd St. Georg In 1681 opgenomen in de stadsvesting. Samen met het westelijke deel van Hammerbrook vormde het de voorstad Sankt Georg. In 1868 werd St. Georg formeel geïntegreerd in het stedelijk gebied. Dit leidde tot een toename van de bouwactiviteit en van de bevolking. Eind 19e eeuw ontstond rond de Hansaplatz met de bouw van appartementen, het nieuwe centrum. De bouw van het Centraal Station, dat in 1906 werd geopend, resulteerde in de bouw van talrijke hotels, waarvan er vele nog steeds bestaan. De stationsbuurt trok echter ook uitgaansgelegenheden en prostitutie aan. Een deel ervan bepaalt nog steeds het imago van de wijk.
Tijdens de Tweede Wereldoorlog werd het oostelijk deel van St. Georg ernstig vernield. Na 1966 werd de stadswijk tijdelijk bedreigd met volledige verdwijning. De plannen van de Neue Heimat voor de bouw van het Alster Center vereisten de bijna volledige sloop van St. Georg. Pas in 1973 werd dit project definitief opgegeven. In plaats daarvan werden de oude gebouwen gerenoveerd.
St. Georg had veel problemen met drugs en prostitutie. Terwijl de drugsscene rond de Hansaplatz zich naar omliggende wijken heeft verplaatst, is prostitutie nog steeds aanwezig, hoewel St. Georg een verboden zone is. Er worden steeds meer huurwoningen omgebouwd tot koopwoningen en in de omgeving van de Lange Reihe stegen ook de huurprijzen. Voor- en naoorlogse gebouwen werden gesloopt om plaats te maken voor nieuwbouw. Sindsdien verdringt een kapitaalkrachtiger cliënteel geleidelijk de multiculturele bevolkingsstructuur van de afgelopen decennia. Dit proces doet zich in veel steden voor en staat bekend als gentrificatie.
De kleine ambachts- en handelsondernemingen die tot eind jaren tachtig talrijk waren, hebben stilaan plaats gemaakt voor chique straatcafés en boetiekjes. De Lange Reihe kenmerkt zich door een zeer gemengd aanbod van winkels en restaurants.

### 21e eeuw
Sankt Georg heeft door zijn centrale ligging een groot aanbod aan hotels en pensions en is een populaire bestemming, vooral voor backpackers.

### Bevolkingsontwikkeling
- 1994: 14.148
- 2002: 10.239
- 2009: 9.980
- 2016: 10.840[6]
- Aandeel minderjarigen: 10,0% [Hamburgs gemiddelde: 16,3% (2017)].[7]
- Aandeel ouderen: 12,6% [Hamburgs gemiddelde: 18,2% (2017)].[8]
- Aandeel buitenlanders: 23,1% [Hamburgs gemiddelde: 17,1% (2017)].[9]
- Werkloosheidscijfer: 4,9% [Hamburgse gemiddelde: 5,2% (2017)].[10]

Het gemiddelde jaarinkomen per belastingplichtige is in St.Georg 44.121 euro per jaar (2013) en ligt dus boven het Hamburgse gemiddelde van 39.054 euro.

## Cultuur en bezienswaardigheden

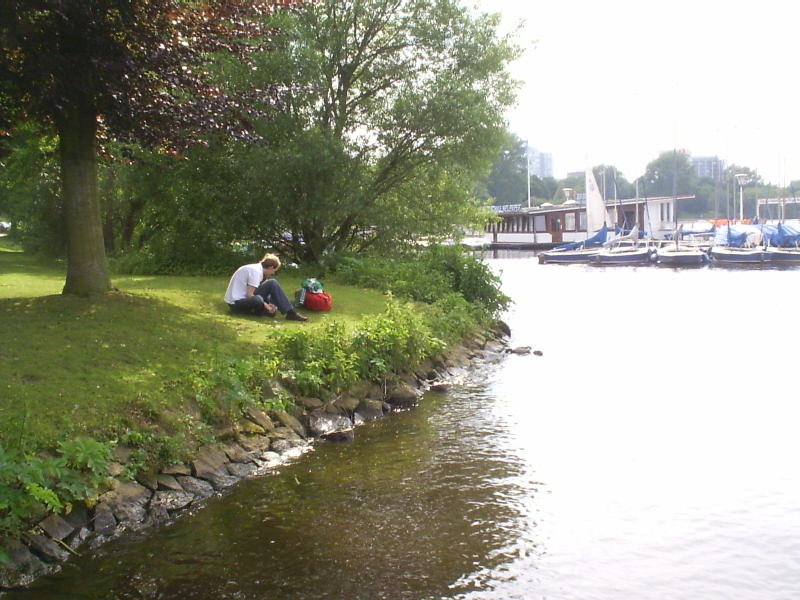
Het Alsterpark aan de Buiten-Alster

Door de ligging bij het Centraal Station en de Buiten-Alster trekt St. Georg veel verschillende bevolkingsgroepen aan.
Er wonen veel kunstenaars, je vindt er dure luxe hotels en verschillende culturen. Hoewel St. Georg sinds 1980 daarvoor verboden gebied is, is de prostitutie in de buurt van het centraal station nog steeds aanwezig. St. Georg is ook erg populair in de gayscene. Veel cafés en clubs zijn op deze doelgroep afgestemd.

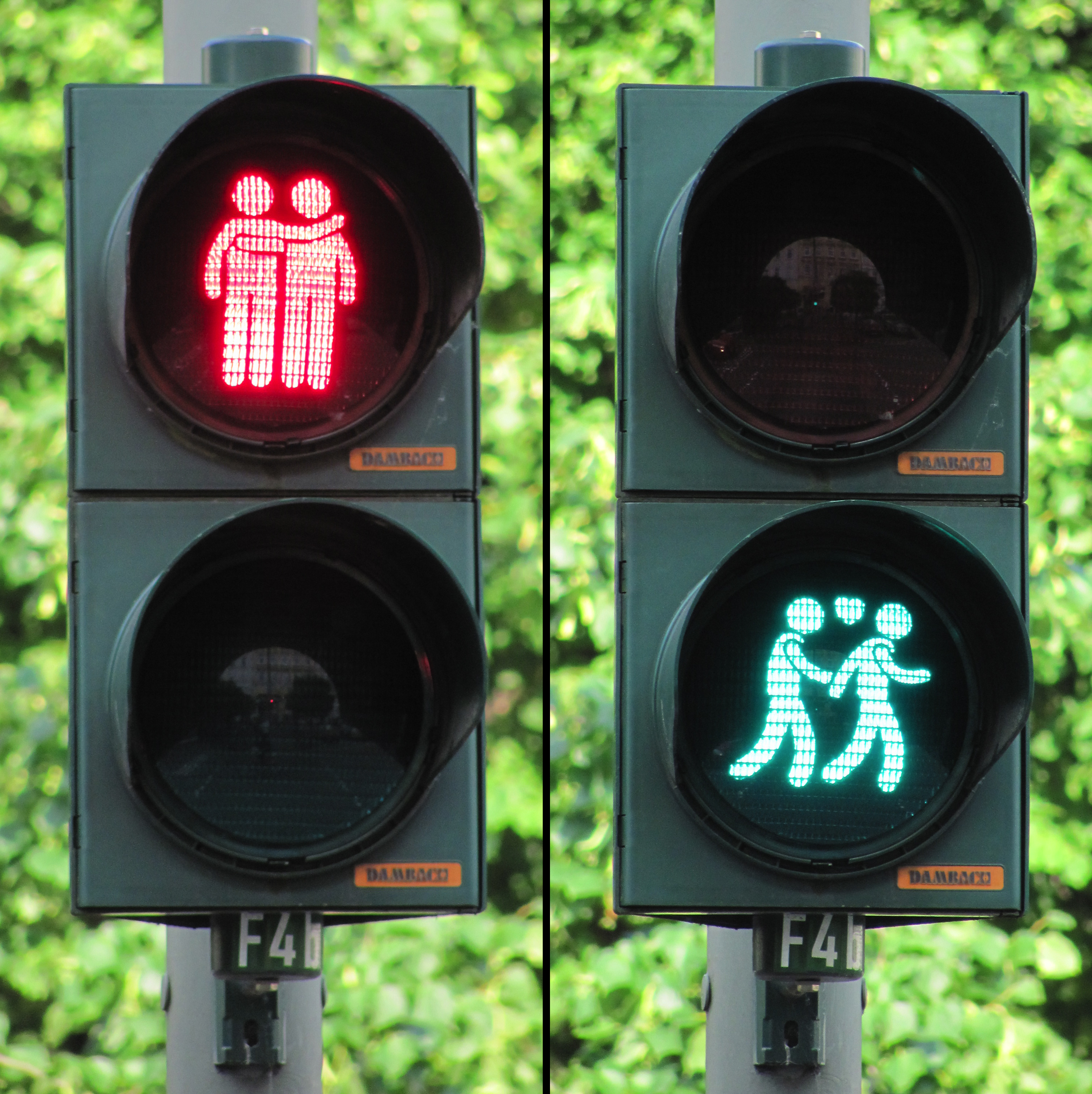
Mannenversie van het diversiteitsverkeerslicht (Vielfaltampel) aan de Lange Reihe

### Lange Reihe

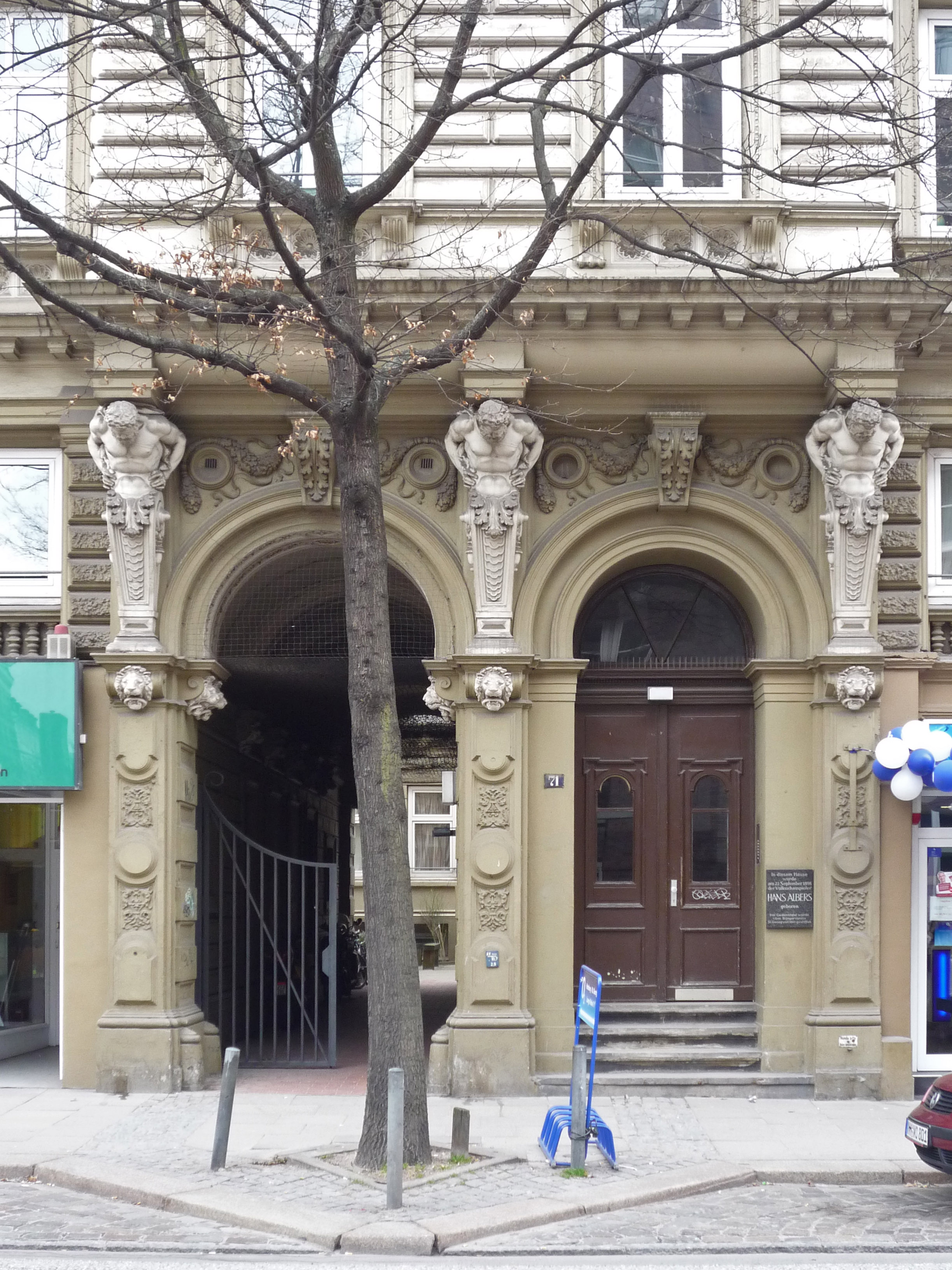
Lange rij 71 : geboortehuis van Hans Albers

De Lange Reihe is een van de mooiste straten met oude gebouwen van Hamburg en is een van de 10 duurste straten van Hamburg geworden voor flats. Ook huren is er duur geworden. De Lange Reihe is een typisch voorbeeld van gentrificatie: waar het vroeger een bonte opeenvolging van legerwinkels en speciaalzaken, hoekcafés en handwerkzaken was, zijn er meer en meer boetiekjes en straatcafés.
Op de Carl-von-Ossietzky-Platz, halverwege de Lange Reihe, vindt u de eerste gemeentelijke aanplakzuil van Hamburg. Tussen 1947 en 1992 was er een bloemenverkoopstand gevestigd. Toen deze werd verlaten is het voormalige kraam sinds 2009 in gebruik als gemeentelijke aanplakzuil, waar geen commerciële reclame wordt gemaakt, maar lokale initiatieven en verenigingen informeren over hun activiteiten.
De volgende gebouwen vallen onder monumentenzorg:
- Lange Reihe 30: half vrijstaande vakwerkwoning
- Lange Reihe 50: gebouwd rond 1800, vakwerkgebouw met twee verdiepingen en een gepleisterde straatgevel
- Lange Reihe 51 / hoek Gurlittstrasse: vijf verdiepingen tellend, waarschijnlijk gebouwd in 1875 door een meester-banketbakker. Gevel met veel stucwerk, fries en ornamenten
- Lange Reihe 61: vakwerkgebouw (origineel gebouw uit de 17e eeuw)
- Lange Reihe 92, huizen 1 tot 3: ensemble van een wooncomplex uit de jaren 1870

### Berliner Tor
Het station Berliner Tor is een belangrijk vervoersknooppunt in Hamburg. Tegenover de hoofdbrandweerkazerne, waarachter het gymnasium Klosterschule is gevestigd, is een modern kantoorcentrum ( Berliner-Tor-Center) gerealiseerd.

### Bieberhaus

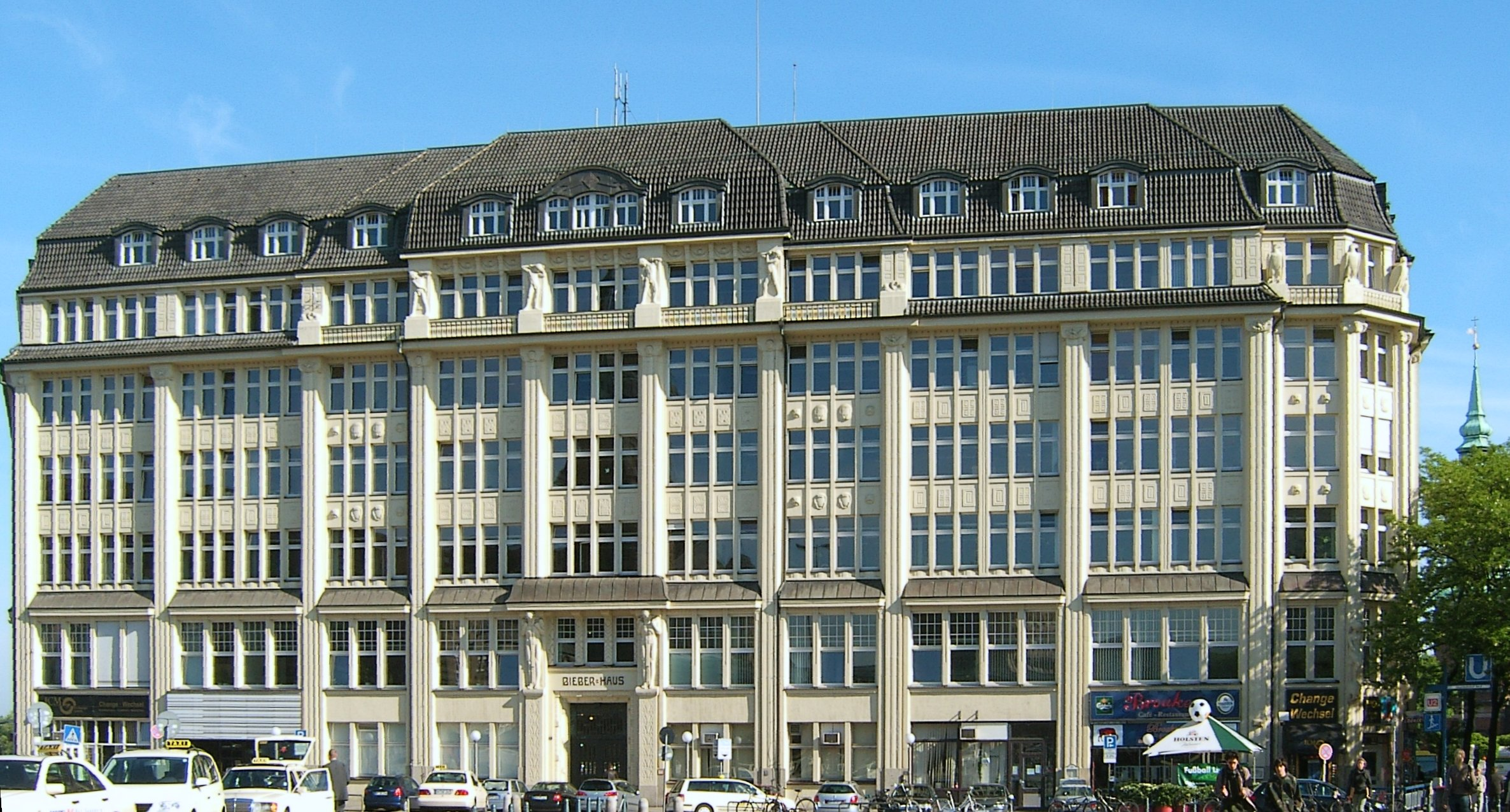
Bieberhaus

Het Bieberhaus ligt vlak bij het centraal station. Het werd in 1909 gebouwd volgens plannen van de architecten Johann Gottlieb Rambatz en Wilhelm Jollasse. Het is een monumentaal pand, gebouwd in gewapend beton met een kunstmatige zandstenen gevel. Het Bieberhaus is de nieuwe locatie van het Ohnsorg Theater, dat in 2011 hierheen is verhuisd. Publicis Pixelpark is hier sinds de zomer van 2018 gevestigd en uitgeverij Rowohlt sinds maart 2019.

### Holzdamm

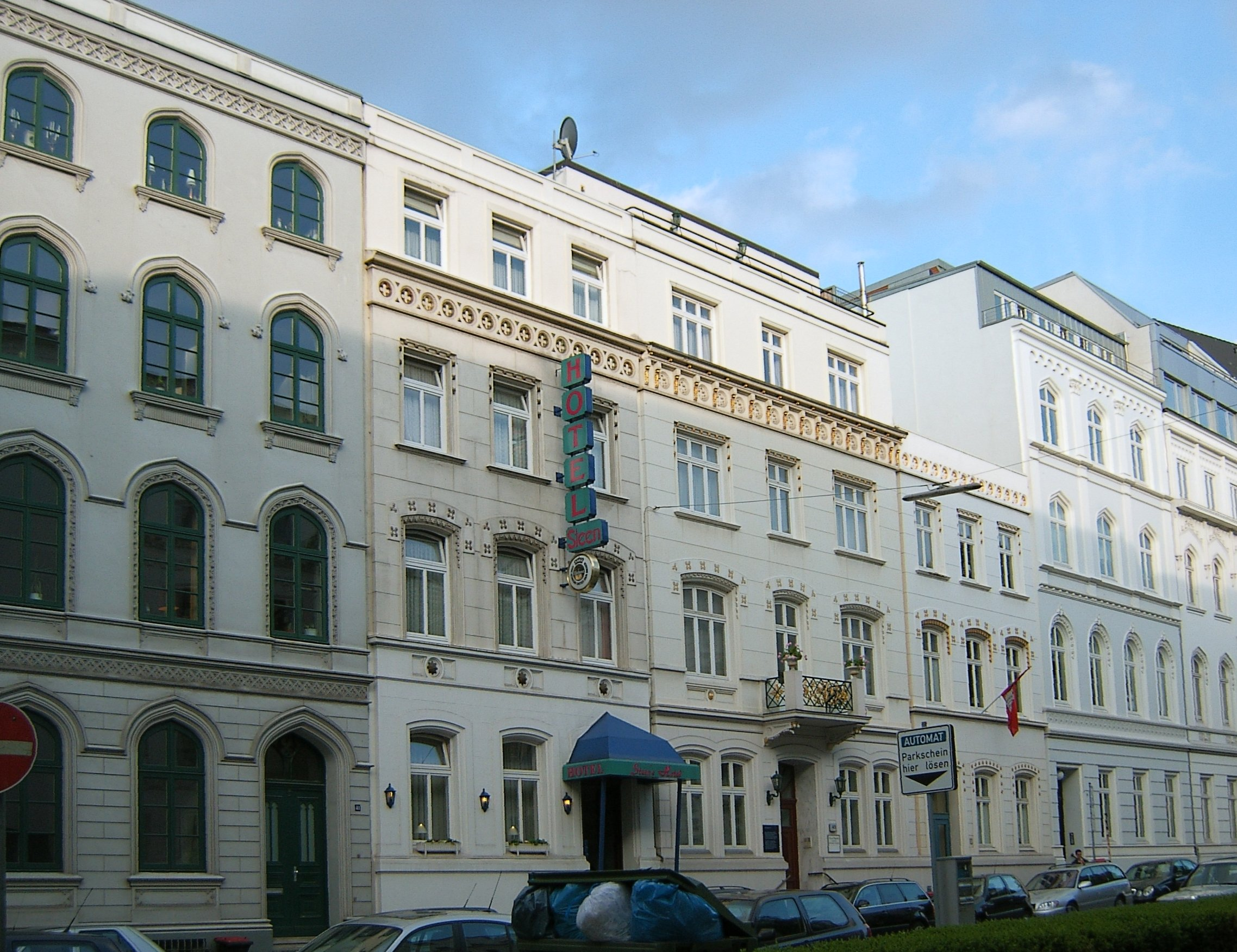
Ensemble Holzdamm

In 1860 zijn de woningen nummers 41 tot 51 in de pas aangelegde straat gebouwd.
De structuur en inrichting van de neoclassicistische gebouwen hebben historiserende elementen en 'exotische' details op de gevels, wat midden 19e eeuw niet ongebruikelijk was.

### Theater

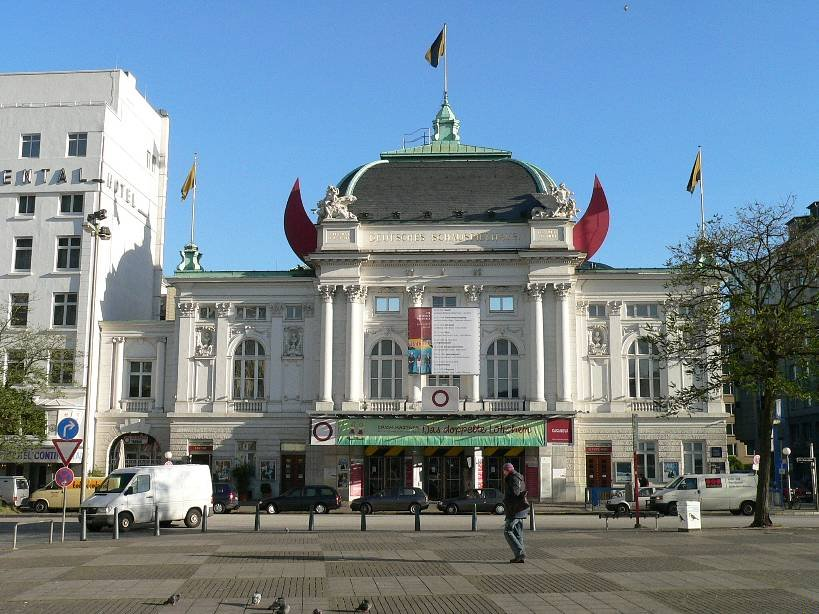
Deutsches Schauspielhaus

Het Deutsches Schauspielhaus ligt direct aan het Centraal Station en is met ongeveer 1.200 zitplaatsen het 'grootste theater van Duitsland'. Het werd in 1900 gebouwd onder de naam Burgtheater an der Alster. In 1933 werd het genationaliseerd.
In 2001 werd, na 107 jaar werking, het Hansa-Theater aan de Steindamm gesloten. Hamburg verloor daarmee zijn laatste klassieke variétéshow. Het theater werd echter heropend in januari 2009. De leiding van het St. Pauli Theater, had aanvankelijk honderd voorstellingen gepland, maar breidde daarna de werking van het theater uit.
In 2003 opende in de voormalige Neuen Cinema aan de Steindamm het cabaret- en kleinkunstpodium Polittbüro.
In 2013 werd ook het traditionele filmtheater Kiko Savoye heropend.

### Musea

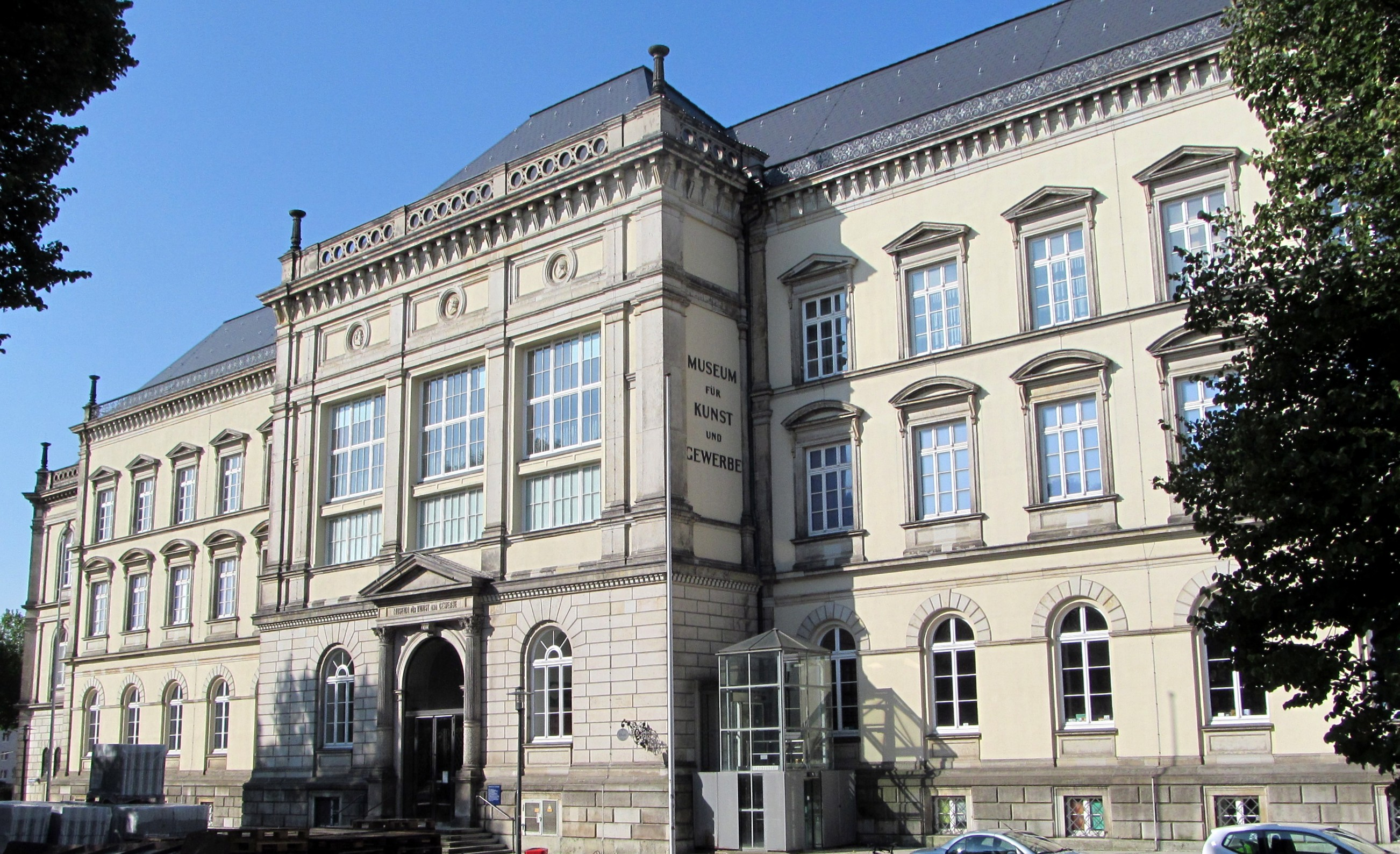
Museum voor Kunst en Ambacht

Op de Steintorplatz werd van 1874 tot 1876 het Museum voor kunst en ambacht opgericht. Aanvankelijk waren naast het museum ook de middelbare school Johanneum en de ambachtsschool in het gebouw gehuisvest. Er zijn verschillende collecties kunstnijverheid, keramiek en meubelen. Bijzondere vermelding verdienen de collecties Asiatica, Art Deco en Art Nouveau.

### Religie
De Evangelisch-Lutherse Drievuldigheidskerk, ten onrechte ook St. Georgskirche genoemd, bevindt zich aan het begin van de Lange Reihe. De kerk werd in de tweede wereldoorlog bijna volledig verwoest. Het huidige gebouw dateert uit 1957 en de barokke toren uit 1962.
De Nieuwe Mariendom in de Danziger Strasse, gebouwd van 1890 tot 1893, was de eerste nieuwe katholieke kerk in Hamburg na de Reformatie. Het is sinds 1995 Kathedraal van het Aartsbisdom Hamburg.
De Centrum Moskee ligt aan de Böckmannstrasse. De Al-Quds Moskee aan de Steindamm werd in 2010 van overheidswege gesloten.
De eerste kerk in Duitsland die in de eerste plaats gericht was op homo's en lesbiennes bevindt zich aan de Steindamm 87. De kerk is als MCC Hamburg, integratief geworden.

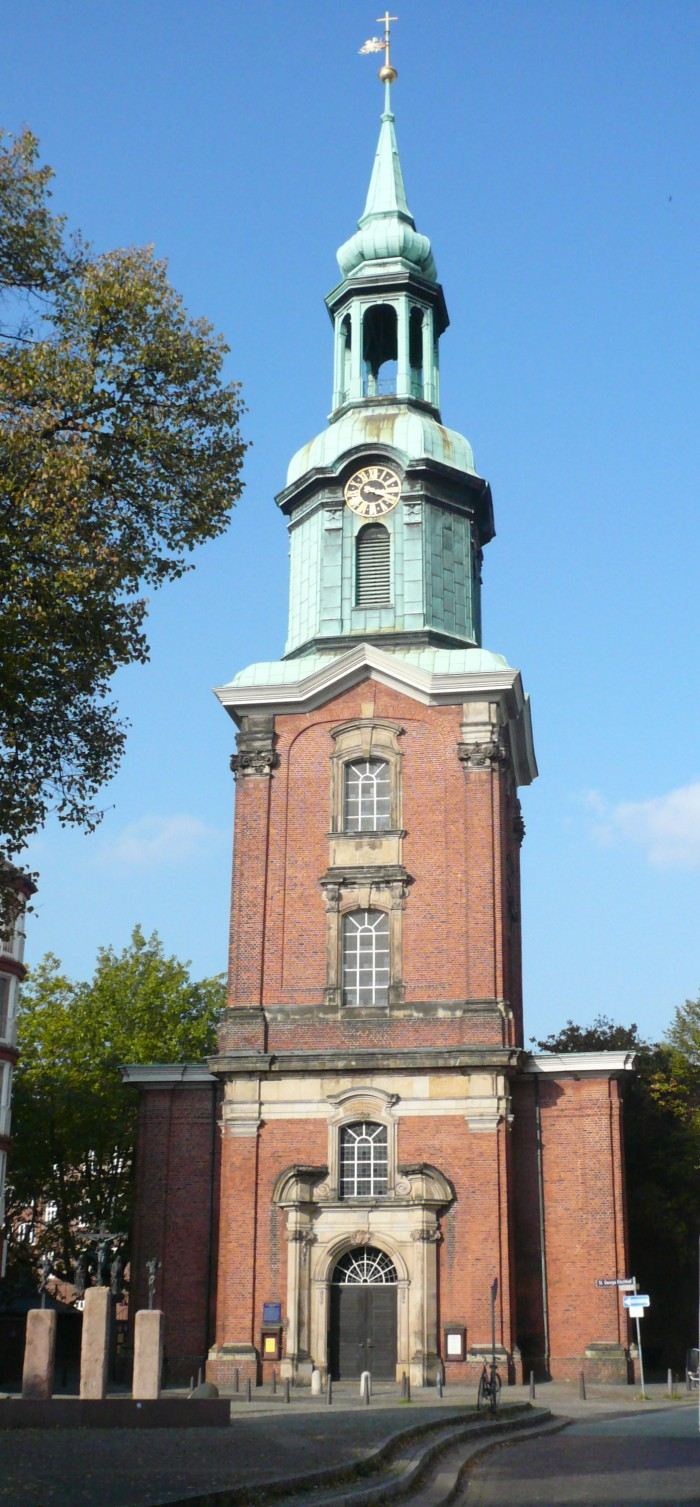
Evangelisch-lutherse Drievuldigheidskerk
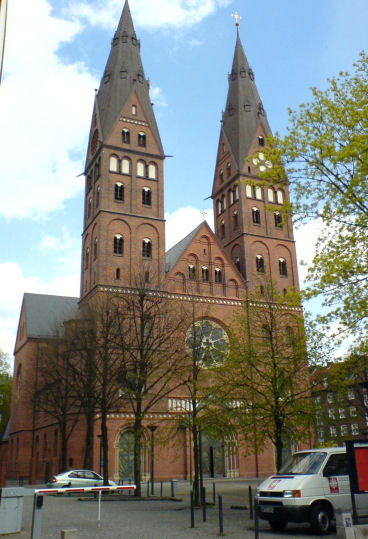
Nieuwe Mariendom
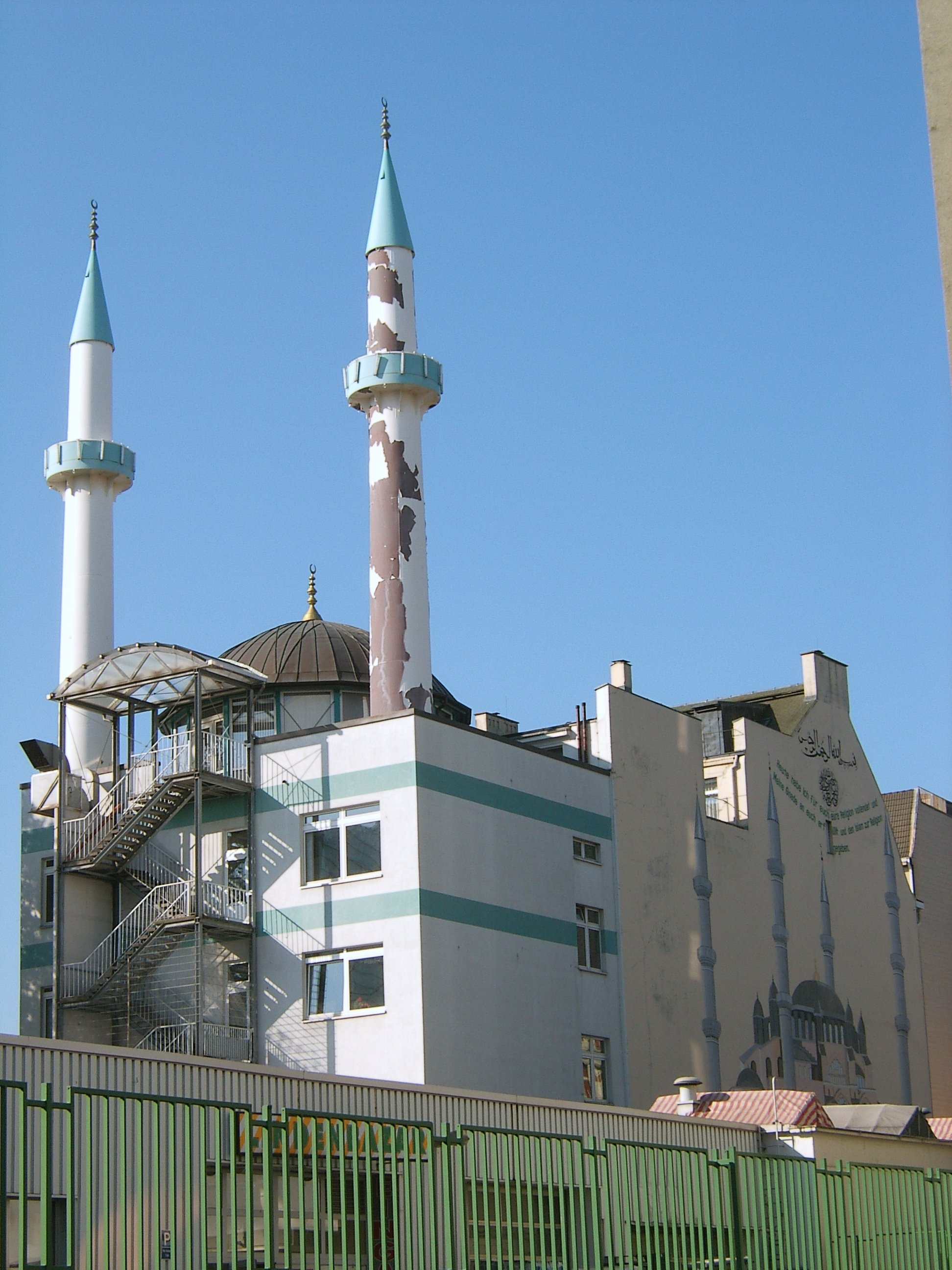
Centrum moskee

### Centraal Station

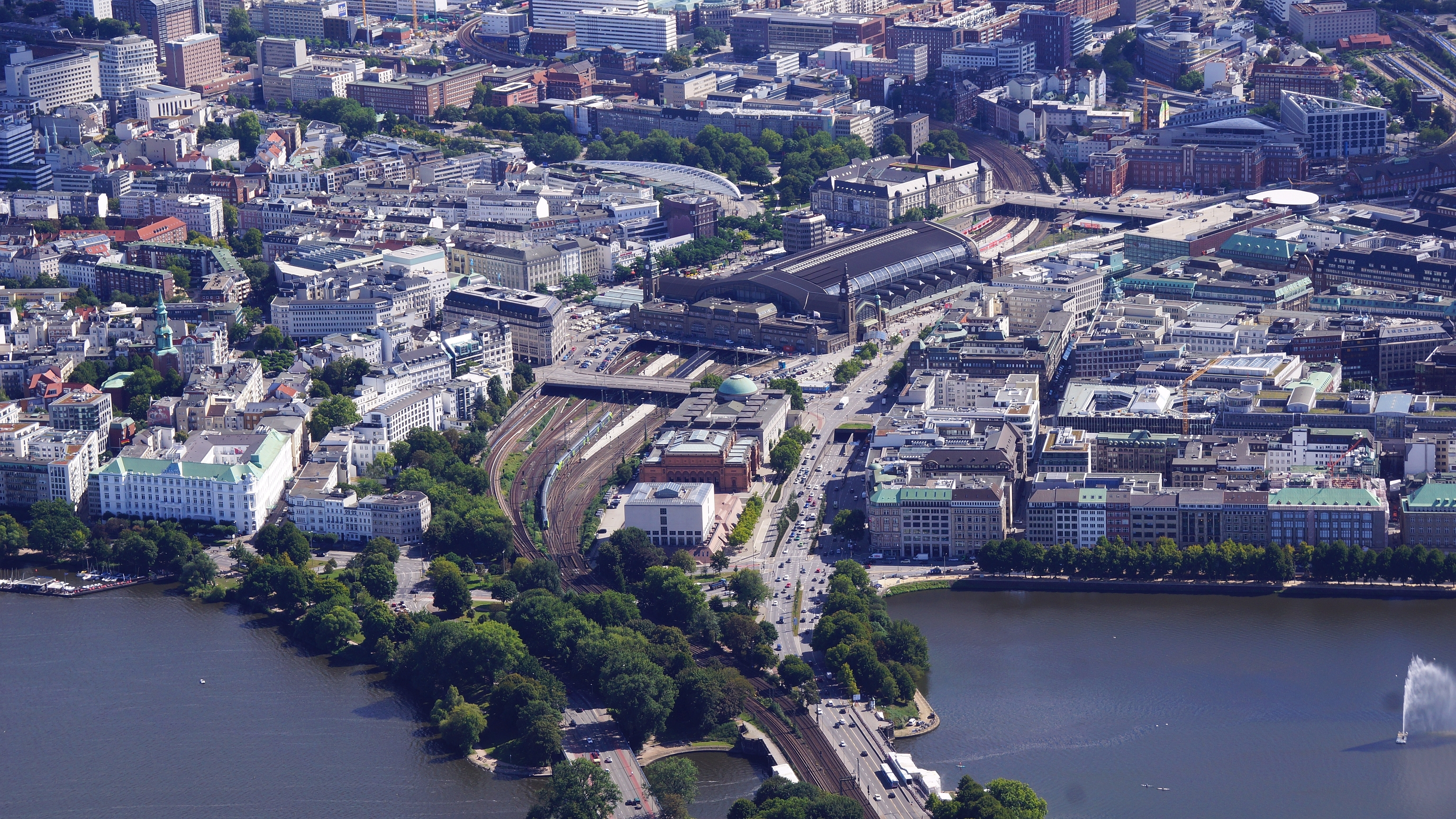
Hauptbahnhof : St. Georg aan de linkerzijde (2020)

Het Centraal Station (Hauptbahnhof) is met zijn grote, zelfdragende stationshal een typerend voorbeeld van de industriële architectuur van het begin van de 20e eeuw.

### Andere
Bij de Carl-von-Ossietzky-Platz staat een bijzondere zonnewijzer: naast het uurwerk voedt het zonnepaneel ook een motor die het paneel uitlijnt met de zon.

## Economie, infrastructuur en voorzieningen

### Verkeer

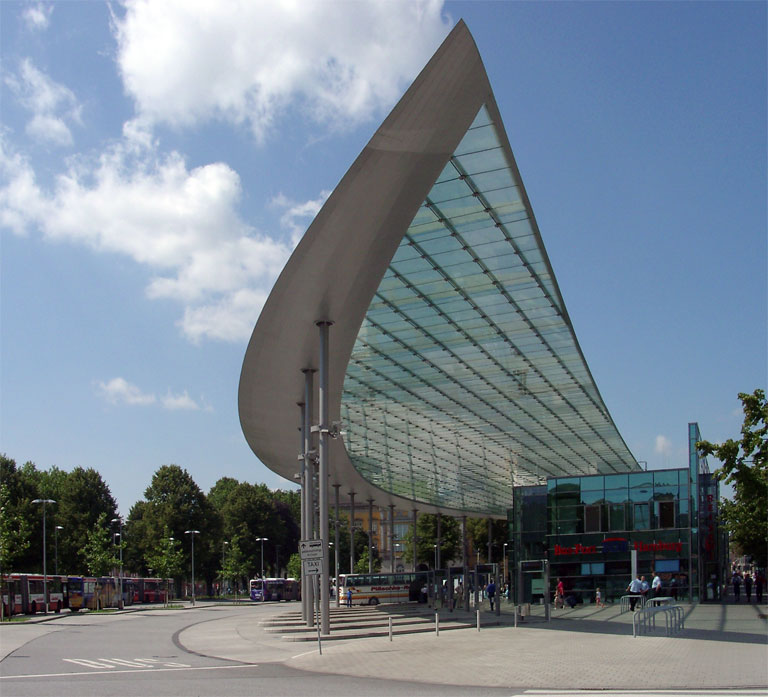
Het centrale busstation (ZOB) op de Steintorplatz

St.Georg ligt vlak naast het Centraal Station van Hamburg. Alle U- en S-Bahnlijnen komen hier samen. Bovendien zijn er verschillende bus-, Metrobus- en nachtbuslijnen.
Daarnaast ligt het centrale busstation, van waaruit langeafstandsbuslijnen naar heel Europa vertrekken.
Langs St. Georg lopen zeer drukke straten: An der Alster, Sechslingspforte, Kurt-Schumacher-Allee-Beim Strohshaus. En ook in het centrum zijn er drukke straten zoals de Steindamm, Adenauerallee en Lange Reihe.
Naast het U- en S-Bahnstation Berliner Tor, bevindt ook de halte Lohmühlenstraße van metrolijn U1 zich nog in St. Georg.

### Onderwijs
De Hogeschool voor Toegepaste Wetenschappen Hamburg is gelegen aan de Berliner Tor. Het seminarie van het aartsbisdom Hamburg bevindt zich aan de Schmilinskystraße. Ook zijn er verschillende basisscholen en middelbare scholen in de wijk.

### Hotel Atlantic

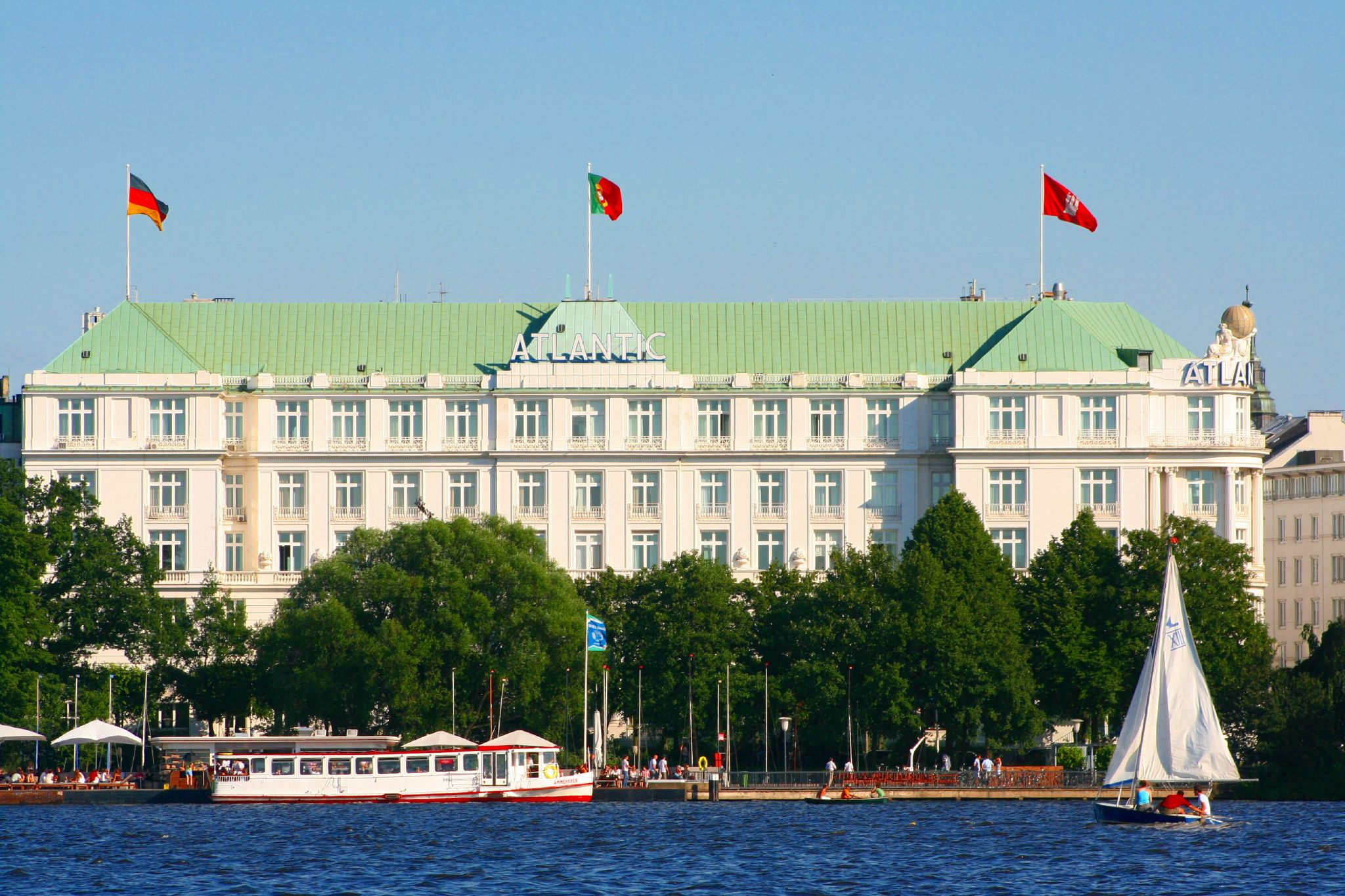
Hotel Atlantic

Het Hotel Atlantic is een traditioneel hotel aan de Buiten-Alster. Het werd geopend in 1909 en maakt sinds 1957 deel uit van Kempinski, de oudste luxehotelgroep ter wereld. Het hotel veroorzaakte niet alleen opschudding als vaste verblijfplaats van de Duitse rocklegende Udo Lindenberg, maar ook in 2008, toen het voormalige vijfsterrenhotel niet meer voldeed aan de classificatienormen en moest renoveren.
Het St. Georg-ziekenhuis, in 2007 omgedoopt tot Asklepios Klinik St. Georg, is het oudste ziekenhuis van de stad, maar ook een belangrijk ziekenhuis voor maximale zorg voor jaarlijks meer dan 25.000 residentiële en 50.000 poliklinische patiënten. Op dezelfde locatie bevond zich ooit het pesthospitaal. Het heeft een spoedambulancelocatie met helikopterplatform en omvat 19 medische afdelingen (met 625 bedden). Met zijn 1.550 medewerkers is het ook academisch ziekenhuis van de Universiteit van Hamburg. De classicistische gevel aan de Lohmühlenstrasse is architectonisch opmerkelijk. Op de tweede rij staan moderne functionele gebouwen. Het is gelegen op het plein tussen Lange Reihe, Lohmühlenstraße, Lübeckertordamm en de straat Sechslingspforte.

### Begraafplaatsen
Nadat de begraafplaatsen van de evangelische Congregatie van de Drievuldigheid in 1905 waren genivelleerd als onderdeel van de bouwwerken van het station, was de in 2008 nieuw aangelegde kanunnikbegraafplaats op de Domplatz, naast de Mariakerk, de eerste in zijn soort in St. Georg. De begraafplaats voor de kanunniken ligt aan de zuidzijde van de kerk en is deels omsloten. Het voorste gedeelte is vanaf de Domplatz bereikbaar via een ijzeren poort. De begraafplaats biedt plaats aan 17 begraafplaatsen. Daarnaast werd in 2012 een columbarium ingehuldigd in de crypte onder de Mariakathedraal.
Billbrook · Billstedt · Borgfelde · Finkenwerder · HafenCity · Hamburg-Altstadt · Hamm-Nord · Hamm-Mitte · Hamm-Süd · Hammerbrook · Horn · Kleiner Grasbrook · Neustadt · Neuwerk · Rothenburgsort · Steinwerder · Sankt Georg · Sankt Pauli · Veddel · Waltershof · Wilhelmsburg